# Guvernoratul Al Bayda'
Al Bayda' (în arabă:البيضاء) este un guvernorat în Yemen. Reședința sa este orașul Al Bayda.